# Hàm cầu Marshall
Hàm cầu Marshall (còn gọi là hàm cầu Walras) là hàm số biểu diễn quan hệ phụ thuộc của lượng cầu về một mặt hàng vào giá cả của mặt hàng đó và của các mặt hàng khác trong tổ hợp hàng mà người mua phải chọn lựa để tối đa hóa thỏa dụng, vào thu nhập của người mua.
Hàm cầu Marshall có thể tìm ra thông qua việc giải bài toán tối đa hóa thỏa dụng.
Về mặt công thức toán, hàm cầu Marshall có thể được biểu diễn như sau:
X = X(PX,PY,M)
trong đó X là lượng cầu về một mặt hàng, PX giá của mặt hàng đó, PY là giá của các mặt hàng khác, và M là thu nhập của người mua. Giá cả của các mặt hàng khác và thu nhập được xem là biến ngoại sinh.

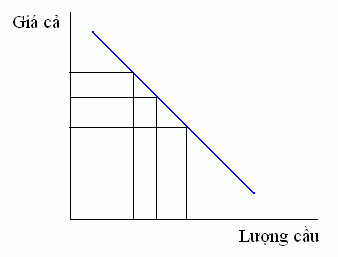
Đường cong nhu cầu dốc xuống. Giá cả tăng, lượng cầu giảm. Đây là sự dịch chuyển dọc theo đường cầu

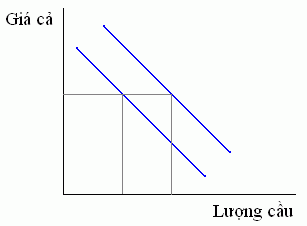
Khi mức giá của bản thân mặt hàng đang xem xét không đổi, các yếu tố khác (giá hàng khác, thu nhập) thay đổi, cả đường cầu sẽ dịch chuyển khiến lượng cầu thay đổi.

Khi biểu diễn hàm cầu Marshall bằng hình vẽ, các nhà kinh tế học sử dụng đường cầu Marshall. Đây là một đường dốc xuống phía phải trên đồ thị hai chiều mà trục hoành là tập hợp các lượng cầu và trục tung là tập hợp các mức giá của bản thân mặt hàng đó. Ở đây giả định mặt hàng đang xem xét là hàng hóa thông thường.
Khi giá mặt hàng tăng lên, lượng cầu giảm đi; như có thể thấy qua sự dịch chuyển dọc theo đường cầu. Khi thu nhập của người mua tăng lên, người ta tiêu dùng nhiều hơn; đường cầu dịch chuyển hẳn sang phải và lượng cầu tăng lên đối với mỗi mức giá. Khi giá cả của mặt hàng khác tăng lên, đường cầu cũng sẽ dịch chuyển, song dịch sang hướng nào còn phụ thuộc vào việc mặt hàng khác đó là hàng bổ sung hay hàng thay thế cho mặt hàng đang xem xét. Nếu là hàng bổ sung, thì đường cầu dịch sang trái, lượng cầu giảm đi đối với mỗi mức giá của mặt hàng đang xem xét. Còn nếu là hàng thay thế, thì đường cầu dịch sang phải, lượng cầu tăng lên với mỗi mức giá của mặt hàng đang xem xét.